# 200 років Харківському національному університету ім. В. Н. Каразіна (срібна монета)
«200 ро́ків Ха́рківському націона́льному університе́ту ім. В. Н. Кара́зіна» — срібна ювілейна монета номіналом 5 гривень, випущена Національним банком України, присвячена одному з провідних центрів освіти і науки — Харківському національному університету. Заснований у 1804 році за ініціативою та завдяки зусиллям видатного просвітителя В. Н. Каразіна..
Монету введено в обіг 5 жовтня 2004 року. Вона належить до серії «Вищі навчальні заклади України».

## Опис монети та характеристики
| Номінал грн. | Метал            | Маса, г       | Діаметр, мм | Якість виготовлення | Гурт     | Тираж, штук |
| ------------ | ---------------- | ------------- | ----------- | ------------------- | -------- | ----------- |
| 5            | срібло 925 проби | 15,55 / 16,81 | 33,0        | пруф                | рифлений | 7 000       |

### Аверс
На аверсі монет розміщено символічне зображення Сонячної системи як частини Всесвіту, у якій є «планета знань» (на срібній монеті — це вставка з фіаніту), над нею праворуч півколом — напис: РОЗУМ • ЗНАННЯ • МАЙБУТНЄ, ліворуч угорі — малий Державний Герб України та написи: «5 ГРИВЕНЬ»/ «УКРАЇНА 2004», над номіналом — позначення металу та його проби — «Ag 925» , маса в чистоті — «15,55».

### Реверс

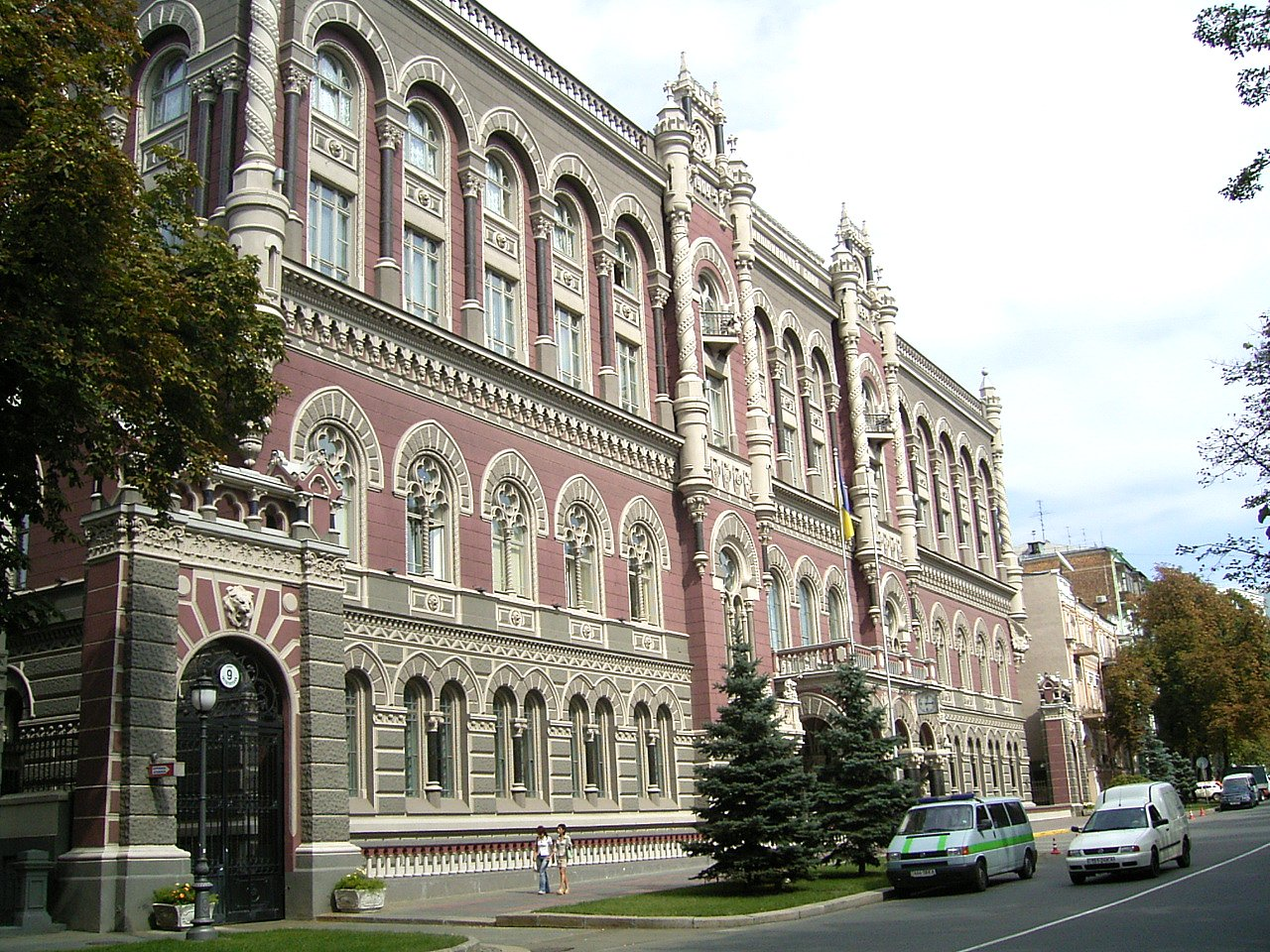
Будівля Національного банку України

На реверсі монети у верхній частині монетного поля зображено сучасну будівлю університету, а в нижній — у дзеркальному відображенні його старий будинок та розміщено круговий напис «ХАРКІВСЬКИЙ НАЦІОНАЛЬНИЙ УНІВЕРСИТЕТ ІМ. В. Н.КАРАЗІНА . 200 РОКІВ».

## Автори
- Художники: Терьохіна Оксана, Домовицьких Наталія.
- Скульптори: Атаманчук Володимир, Іваненко Святослав.

## Вартість монети
Ціна монети — 352 гривні, була вказана на сайті Національного банку України в 2015 році.
Фактична приблизна вартість монети з роками змінювалася так:
| Рік        | 2010 | 2011 | 2012 | 2013 | 2014 | 2015 | 2016 | 2017 | 2018 | 2019 | 2020 | 2021 | 2022 | 2023  | 2024  | 2025  |
| ---------- | ---- | ---- | ---- | ---- | ---- | ---- | ---- | ---- | ---- | ---- | ---- | ---- | ---- | ----- | ----- | ----- |
| Ціна, грн. | 260  | 280  | 280  | 350  | 320  | 500  | 525  | 600  | 570  | 350  | 410  | 610  | 950  | 1 050 | 1 250 | 1 300 |